# Chet Baker Big Band
| Recensione | Giudizio |
| ---------- | -------- |
| AllMusic   |          |

Chet Baker Big Band è un album di Chet Baker, pubblicato dall'etichetta discografica Pacific Jazz Records nel luglio del 1957.

## Tracce

### LP
Lato A
1. A Foggy Day – 3:25 (testo: Ira Gershwin – musica: George Gershwin) – Registrato il 26 ottobre 1956 a Los Angeles, California
2. Mythe – 4:20 (musica: Christian H. Chevallier) – Registrato il 18 ottobre 1956 a Los Angeles, California
3. Worrying the Life Out of Me – 5:20 (musica: Miff Mole, Frank Signorelli, S.K. Russell) – Registrato il 19 ottobre 1956 a Los Angeles, California
4. Chet – 3:52 (musica: Pierre Michelot) – Registrato il 18 ottobre 1956 a Los Angeles, California
5. Not Too Slow – 3:49 (musica: Christian H. Chevallier) – Registrato il 18 ottobre 1956 a Los Angeles, California

Lato B
1. Phil's Blues – 4:34 (musica: Phil Urso) – Registrato il 18 ottobre 1956 a Los Angeles, California
2. Darn That Dream – 3:26 (testo: Eddie DeLange – musica: Jimmy Van Heusen) – Registrato il 26 ottobre 1956 a Los Angeles, California
3. Dinah – 4:35 (testo: Sam M. Lewis, Joe Young – musica: Harry Akst) – Registrato il 18 ottobre 1956 a Los Angeles, California
4. V-Line – 4:08 (musica: Christian H. Chevallier) – Registrato il 18 ottobre 1956 a Los Angeles, California
5. Tenderly – 3:22 (testo: Jack Lawrence – musica: Walter Gross) – Registrato il 26 ottobre 1956 a Los Angeles, California

### CD
Edizione CD del 1993, pubblicato dalla Pacific Jazz Records (CDP 0777 7 81201 2 4)
1. Tenderly – 4:02 (testo: Jack Lawrence – musica: Walter Gross)
2. A Foggy Day – 3:26 (testo: Ira Gershwin – musica: George Gershwin)
3. Darn That Dream – 3:28 (testo: Eddie DeLange – musica: Jimmy Van Heusen)
4. Mythe – 4:24 (musica: Christian H. Chevallier)
5. Chet – 4:10 (musica: Pierre Michelot)
6. Not Too Slow – 3:51 (musica: Pierre Michelot)
7. Phil's Blues – 4:35 (musica: Phil Urso)
8. Dinah – 4:38 (testo: Sam M. Lewis, Joe Young – musica: Harry Akst)
9. V-Line – 3:23 (musica: Christian H. Chevallier)
10. Worrying the Life Out of Me – 5:20 (musica: Miff Mole, Frank Signorelli, S.K. Russell)
11. Little Man You've Had a Busy Day – 4:42 (testo: Maurice Sigler, Al Hoffman – musica: Mabel Wayne) – Traccia bonus - Registrato il 15 settembre 1954 al Radio Recorders di Hollywood, California
12. Dot's Groovy – 4:32 (musica: Jack Montrose) – Traccia bonus - Registrato il 9 settembre 1954 al Radio Recorders, Hollywood, California
13. Stella by Starlight – 3:53 (testo: Ned Washington – musica: Victor Young) – Traccia bonus - Registrato il 15 settembre 1954 al Radio Recorders, Hollywood, California
14. Tommyhawk – 3:39 (musica: Jack Montrose) – Traccia bonus - Registrato il 9 settembre 1954 al Radio Recorders, Hollywood, California
15. I'm Glad There Is You – 3:10 (Jimmy Dorsey, Paul Madeira) – Traccia bonus - Registrato il 15 settembre 1954 al Radio Recorders di Hollywood, California
16. The Half Dozens – 4:10 (musica: Bill Holman) – Traccia bonus - Registrato il 9 settembre 1954 al Radio Recorders, Hollywood, California

## Musicisti
A Foggy Day / Darn That Dream / Tenderly
- Chet Baker – tromba
- Conte Candoli – tromba
- Norman Faye – tromba
- Frank Rosolino – trombone
- Art Pepper – sassofono alto
- Bud Shank – sassofono alto
- Bill Perkins – sassofono tenore
- Phil Urso – sassofono tenore
- Bobby Timmons – pianoforte
- James "Jimmy" Bond – contrabbasso
- Lawrence Marable – batteria

Mythe / Chet / Not Too Slow / Phil's Blues / Dinah / V-Line
- Chet Baker – tromba
- Bob Burgess – trombone
- Fred Waters – sassofono alto
- Phil Urso – sassofono alto, sassofono tenore, sassofono baritono
- Bob Graf – sassofono tenore
- Bill Hood – sassofono baritono
- Bobby Timmons – pianoforte
- James "Jimmy" Bond – contrabbasso
- Peter Littman – batteria

Worrying the Life Out of Me
- Chet Baker – tromba
- Bob Burgess – trombone
- Fred Waters – sassofono alto
- Phil Urso – sassofono alto, sassofono tenore, sassofono baritono
- Bob Graf – sassofono tenore
- Bill Hood – sassofono baritono
- Bobby Timmons – pianoforte
- James "Jimmy" Bond – contrabbasso
- James McKean – batteria[3]

Musicisti tracce bonus CD del 2003
Little Man You've Had a Busy Day / Dot's Groovy / Stella by Starlight / Tommyhawk / I'm Glad There Is You / The Half Dozens
- Chet Baker – tromba
- Bob Brookmeyer – trombone
- Bud Shank – sassofono baritono
- Russ Freeman – pianoforte
- Carson Smith – contrabbasso
- Shelly Manne – batteria[4]

Note aggiuntive
- Richard Bock – produttore
- John Altoon – copertina album originale
- Russ Wilson – note retrocopertina album originale[5]